# Je t'aime, Albert
Je t'aime, Albert (titre original: Hot Water Music) est un recueil de 36 nouvelles écrites par Charles Bukowski.
Le livre a été publié pour la première fois en 1983 par Black Sparrow Books.

## Liste des nouvelles
- Moins délicat que la sauterelle ((en) Less Delicate than the Locust)
- Ceux qui crient quand ils se brûlent ((en) Scream When You Burn)
- Deux gigolos ((en) A Couple of Gigolos)
- Le Grand Poète ((en) The Great Poet)
- T'as embrassé Lilly ((en) You Kissed Lily)
- La Dame torride ((en) Hot Lady)
- Un monde pourri ((en) It's a Dirty World)
- 450 kilos ((en) 900 Pounds)
- Le Déclin et la chute ((en) Decline and Fall)
- Vous avez lu Pirandello ? ((en) Have You Read Pirandello?)
- Des coups dans le vide ((en) Strokes to Nowhere)
- Quelle mère ! ((en) Some Mother)
- La Lie de miséricorde ((en) Scum Grief)
- Pas tout à fait Bernadette ((en) Not Quite Bernadette)
- Lendemain de cuite ((en) Some Hangover)
- Une journée de travail ((en) A Working Day)
- L'Homme qui aimait les ascenseurs ((en) The Man Who Loved Elevators)
- Affaire de tête ((en) Head Job)
- Le Gros Chauve à col roulé ((en) Turkeyneck Morning)
- Avant, pendant, après ((en) In and Out and Over)
- Je t'aime, Albert ((en) I love you Albert)
- La Danse de la chienne blanche ((en) White Dog Hunch)
- Les Ivrognes de 3 heures du matin ((en) Long Distance Drunk)
- Comment se faire publier ((en) How To Get Published)
- L'Araignée ((en) Spider)
- La Mort du père I ((en) The Death of the Father I)
- La Mort du père II ((en) The Death of the Father II)
- Harry Ann Landers ((en) Harry Ann Landers)
- Une bière au bar du coin ((en) Beer at the Corner Bar)
- L'Oiseau en vol ((en) The Upward Bird)
- Nuit froide ((en) Cold Night)
- Une nana pour Don ((en) A Favor for Don)
- La Mante religieuse ((en) Praying Mantis)
- Marchandises cassées ((en) Broken Merchandise)
- Un fameux coup ((en) Home Run)
- Tromper Marie ((en) Fooling Marie)